# Anthomyia monilis
Anthomyia monilis är en tvåvingeart som först beskrevs av Johann Wilhelm Meigen 1826.  Anthomyia monilis ingår i släktet Anthomyia och familjen blomsterflugor. Arten är reproducerande i Sverige. Inga underarter finns listade i Catalogue of Life.

## Bildgalleri

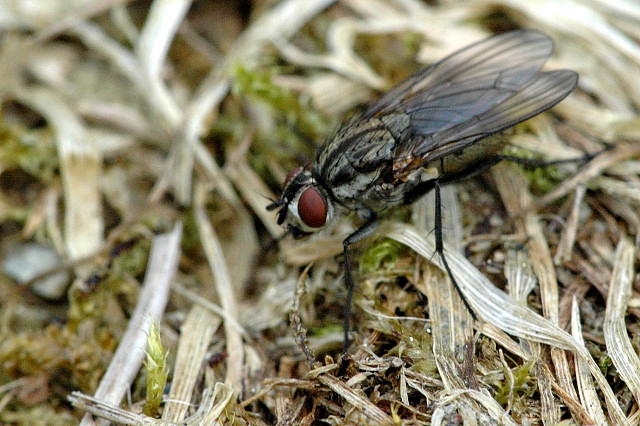